# Коробки (Тульская область)
Коробки — деревня в составе муниципального образования город Алексин Тульской области России.

## География
Деревня находится в северо-западной части Тульской области, в пределах северо-восточного склона Среднерусской возвышенности, в подзоне широколиственных лесов, на правом берегу реки Табоньки, на расстоянии примерно 20 километров по прямой и 51 км по автодорогам к юго-западу от города Алексина, административного центра округа, у границы с Ферзиковским районом Калужской области. Абсолютная высота — 216 метров над уровнем моря.
Климат
Климат характеризуется как умеренно континентальный, с ярко выраженными сезонами года. Средняя температура воздуха летнего периода — 16 — 20 °C (абсолютный максимум — 38 °С); зимнего периода — −5 — −12 °C (абсолютный минимум — −46 °С). Снежный покров держится в среднем 130—145 дней в году. Среднегодовое количество осадков — 650—730 мм.
Часовой пояс
Деревня Коробки, как и вся Тульская область, находится в часовой зоне МСК (московское время). Смещение применяемого времени относительно UTC составляет +3:00.

## История
Упоминается на плане Генерального межевания Тульского наместничества 1790 года как сельцо Коропки.
По данным 1859 года Коробки — владельческая и казённая деревня 2-го стана Алексинского уезда Тульской губернии при безымянной речке, в 25 верстах от уездного города Алексина, с 11 дворами и 97 жителями (56 мужчин, 41 женщина).
В 1912 году в Алексинском уезде была проведена подворная перепись. Деревня Коробки относилось к Коробскому сельскому обществу Афанасьевской волости. Имелось 19 хозяйств бывших государственных крестьян (из них 17 наличных приписных и 2 отсутствующих) и 3 наличных приписных хозяйства бывших помещика Веригина, итого 136 человек (68 мужчин и 68 женщин) наличного населения (из них 25 грамотных и полуграмотных и 7 учащихся).
Имелось 48 земельных наделов, всего 180,8 десятины надельной земли, а также 17,3 десятины удобной арендованной земли, из которой 11,5 — надельная земля других крестьян своей общины, а ещё 1 — чужой общины. В пользовании наличных хозяйств находилось 183,9 десятин удобной земли, в том числе 124,7 десятин пашни, 20,7 десятины сенокоса, 3,0 десятины выгона, 6,1 — усадебной земли, 24,5 десятин леса и 5,0 — кустарника, а также 2,6 — неудобной земли.
Под посевами находилось 82,4 десятины земли (в том числе 2,9 десятин усадебной), из неё озимая рожь занимала 34,5 десятины, яровой овёс — 36,9 десятины, картофель — 4,4, чечевица — 3,2, лён — 1,4, конопля — 1,3 десятины, прочие культуры (горох и гречиха) — 0,7 десятины.
У жителей было 25 лошадей, 40 голов КРС, 84 овцы и 23 свиньи.
Промыслами занимались 28 человек: 6 — местными (в своём селении и волости) и 22 отхожими (в основном в Москве), из них 4 слесаря, 3 извозчика, по 2 сапожника и повара.
По переписи 1926 года деревня Коробки входила в состав Афанасьевского сельсовета Алексинского района Тульской губернии, имелось 28 крестьянских хозяйств и 149 жителей (64 мужчины, 85 женщин). Ко Второй мировой войне число дворов сократилось до 25.
По переписи 2002 года население деревни, входящей в Пластовский сельский округ, составляло 1 человек (русский), в 2010 году — деревня Авангардского сельского поселения, без населения. По переписи 2021 года — также без населения. Сохранилось лишь три индивидуальных жилых дома.

## Население
| 2010 |
| ---- |
| 0    |